# Epidendrum sigmoideum
Epidendrum sigmoideum är en orkidéart som beskrevs av Eric Hágsater. Epidendrum sigmoideum ingår i släktet Epidendrum och familjen orkidéer.
Artens utbredningsområde är Costa Rica. Inga underarter finns listade i Catalogue of Life.